# جون بف
جون بف (22 يناير 1904 في المملكة المتحدة - 14 فبراير 1964 في باربادوس) (بالإنجليزية: John Pugh)‏ هو لاعب كريكت بريطاني وبريطاني (وحمل سابقاً جنسية المملكة المتحدة لبريطانيا العظمى وأيرلندا). لعب مع نادي وارويكشاير للكريكيت ‏.

## وصلات خارجية
- جون بف على موقع إي آس بي آن كريك إنفو (الإنجليزية)